# Марко Кутлић
Марко Кутлић (Славонски Брод, 18. мај 1995) је хрватски поп певач, текстописац и музичар. Прославио се као први певач поп-рок бенда Правила игре, са којима је отпевао девет песама које су се нашле на њиховом првом албуму. Након тога је напустио бенд и започео соло каријеру. Први соло сингл Срце се спасило издао је 2017. године. Има синове Петра и Павла, са бившом супругом. Учествовао је и победио у шоу програму Звијезде певају.

## Дискографија
Као део бенда Правила игре

### Синглови
- Небо на мојој страни (2015)
- Камен на души (2016)
- Лијек за бесане ноћи (2016)
- Оковано срце (2016)
- Погледај ме (2016)
- На твојим уснама (2016)
- Пољубац среће (2016)
- Ако (2016)
- Загрли ме (2016)[2]

Ови синглови нашли су се на албуму Небо на мојој страни из 2017. године, заједно са песмама које је отпевао Иван Пенезић, нови фронтмен бенда који је заменио Марка.
Као соло извођач

### Албуми
- У капи твоје љубави (2019, Хит рекордс)[3]
- Полети птицо (2023, Кроејша рекордс)[4]

### Синглови
- Срце се спасило (2017)
- Усне твоје (2017)
- Сам против свих (2018)
- У загрљају спашени (2019) са Нелом
- Срећа (2019)
- Као предиван сан (2020) Далматинска шансона Шибеник
- Само нек она сретна је (2020)[5] Загребачки фестивал, победничка песма
- Буди моја ноћ (2021)
- Заплесала је с љетом (2021) са Матијом Цвеком
- Уз њу (2021)
- Буди моја ноћ (2021)
- Сувише сам њен (2022)
- Будиш ме (2022)
- Полети птицо (2022)
- Зар свеједно је? (2023) Загребачки фестивал
- Сами (2023) са Леа Деклева
- Кад год пожелиш (2023)
- Твоје тијело (2023) са Арија Ризвић
- 21 грам (2023)[6] са Лу Јакелић